# Todo lo otro
Todo lo otro est une série télévisée espagnole créée, écrite, réalisée et interprétée par Abril Zamora (en) pour HBO Max.
C'est l'une des premières séries espagnoles du catalogue HBO Max, dont la sortie en Europe est prévue le 26 octobre 2021.

## Synopsis
À Madrid, Dafne, une jeune femme transgenre, enchaîne les galères : un boulot précaire dont elle se fait licencier, une rupture amoureuse douloureuse et une colocation avec César, son meilleur ami... dont elle découvre peu à peu qu’elle est amoureuse.
Entourée d’amis aussi paumés qu’elle, elle tente de trouver un sens à sa vie dans un quotidien aussi chaotique qu’attachant.

## Distribution
- Abril Zamora (en) : Dafne
- Juan Blanco : César
- David Matarín : Yerai
- Nuria Herrero : Amaya
- Andrea Guasch : Martina
- María Maroto : Eva
- Bea de la Cruz : Raquel
- Marta Belenguer : Aurora
- Pepe Lorente : Juancho
- Raúl Mérida : Manuel
- Miguel Bernardeau[2] : Iñaki
- Alberto Casado